# Rodolfo M. Lebrero
Rodolfo M. Lebrero fue un militar argentino, perteneciente al Ejército, que se desempeñó como gobernador de facto del Territorio Nacional de Río Negro entre 1943 y 1946.

## Carrera
Realizó su carrera militar en el Ejército Argentino, alcanzando el grado de coronel. Tras el golpe de Estado de 1930, encabezó las represiones contra obreros en la ciudad de Rosario. fusilando a un grupo de anarquistas.
Luego del golpe de Estado de junio de 1943, fue designado gobernador del Territorio Nacional de Río Negro por el presidente de facto Pedro Pablo Ramírez. En los primeros meses de su gestión, y con autorización del gobierno nacional, las municipalidades electivas fueron intervenidas, designándose comisionados. En el caso de San Carlos de Bariloche, una de las primeras, también se conformó una comisión investigadora que estudió el estado del municipio y su financiamiento. Además, fueron perseguidos y reprimidos militantes y simpatizantes políticos, especialmente de izquierda, por parte de la policía territorial. Asimismo, hubo quemas de libros. En 1945, se inauguró el hospital regional de Viedma.